# Dwór w Kołaczkowie

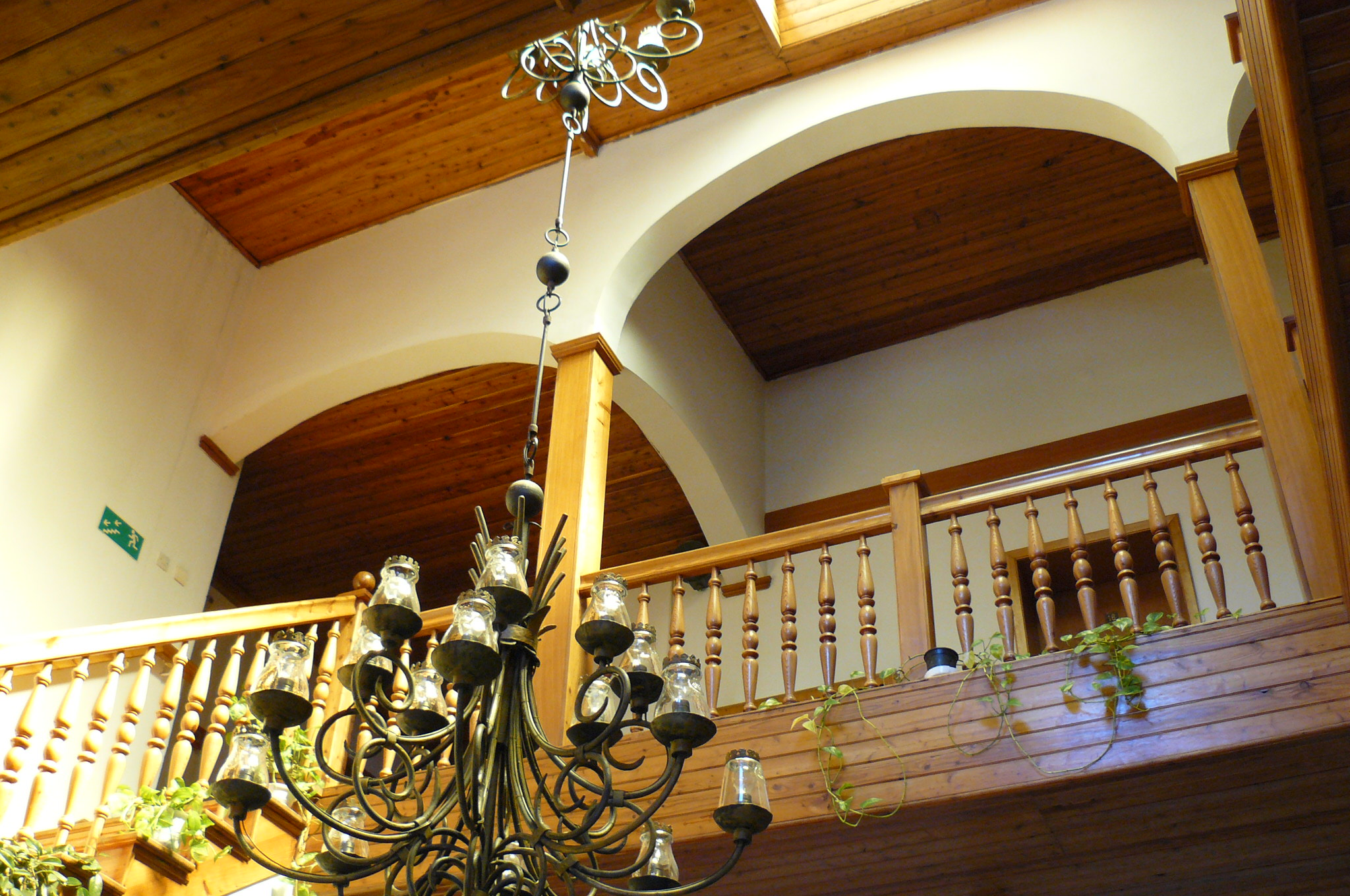
Wnętrze – przebudowana klatka schodowa

Dwór w Kołaczkowie – dwór w stylu neogotyckim, pochodzący z lat 1870-1880, zlokalizowany we wsi Kołaczkowo, w pobliżu Witkowa. Znajduje się na Szlaku Pałaców i Dworów Powiatu Gnieźnieńskiego.

## Architektura
Według Marcina Libickiego dwór reprezentuje architekturę inspirowaną przekazami bajkowymi. Obiekt eklektyczny, o dominujących formach neogotyckich, o rozczłonkowanej bryle, z licznymi przybudówkami, w tym dominującą wieżą na lewej flance. Silnie porośnięty bluszczem. Wokół park angielski. Stanowi siedzibę lokalnego gospodarstwa rolnego. Gruntowny remont budynku odbył się w latach 1979-1983 (PGR Kołaczkowo).

## Właściciele
Właściciele Kołaczkowa:
- Magdalena Kaszkowska – 1769,
- Brygida Dembinska i Bonawentura Dydynski – 1788,
- Ignacy Dembinski – 1794,
- Wołłowiczowie – od początków XIX wieku,
- Władysław Breza – 1839,
- Marcel Pomiński – 1840,
- baron Aleksander Graeve, spolonizowany Niemiec – 1846,
- Maciej Prądzyński – 1887,
- Nepomucen Mukułowski, pierwszy polski starosta w Witkowie – 1906-1939,
- Skarb Państwa – od 1945.